# شوقي عبد الأمير
شوقي عبد الأمير (12 سبتمبر 1949) شاعر ودبلوماسي عراقي. ولد في الناصرية وحصل على الماجستير في الأدب المقارن من السوربون عام 1974، فعمل مدرساً بالجزائر، ثمّ انتقل إلى العمل الصحفي والثقافي وعمل مستشاراً صحافيّاً في سفارة اليمن الديمقراطيّة في باريس، ويعمل منذ 1991 مديراً للمركز الثقافيّ اليمنيّ في باريس. صدر له الكثير من الدواوين الشعريّة وهو ناشط في مجال العلاقات الدولية لمنظمة اليونسكو، ومن خبراء العلاقات الثقافية الدولية فيها، أسّس مشروع كتاب في جريدة في 1995 وهو أكبر مشروع ثقافيّ عربيّ تمّ تحت رعاية منظمة اليونسكو.

## سيرته
ولد في الناصرية في 12 سبتمبر 1949. حصل على الماجسيتر في الأدب المقارن من جامعة السوربون في باريس عام 1974. عمل مدرّساً مدّة بالجزائر، ، ثم انتقل إلى العمل الصحفي والثقافي. عيّن سكرتير تحرير لمجلّة العالم العربيّ في الصحافة الفرنسيّة, وعمل مستشاراً صحافيّاً في سفارة اليمن الديمقراطيّة (اليمن الجنوبي سابقاً) في باريس، ويعمل منذ 1991 مديراً للمركز الثقافيّ اليمنيّ في باريس.
عمل في مجال العلاقات الدولية لمنظمة اليونسكو، أصبح خبيراً في العلاقات الثقافية الدولية بالمنظمة طيلة 10 سنوات، أصبح المستشار الثقافيّ العراقيّ في منظمة UNC، أسّس مشروع كتاب في جريدة وهو أكبر مشروع ثقافيّ عربيّ تمّ تحت رعاية منظمة اليونسكو.

أمضى 35 عاماً في المنفى بين الجزائر واليمن وباريس، حتى استقر في بيروت، لبنان. خاله هو الشاعر رشيد مجيد سعيد.

## مؤلفاته
- حديث لمغني الجزيرة العربية، شعر، 1976
- أجنّة وسراويل صحراوية، شعر، 1978
- حدود، شعر، 1980
- أبابيل، شعر، 1985
- حديث نهر، شعر، 1986
- حديث القرمطي، شعر، 1987
- حجر ما بعد الطوفان، شعر، 1990
- كتاب الرقائم السبع، شعر، 1992
- سنبلة الحقول الوثنيّة، ديوان مترجم، 1990
- يوميات شعر في المنفى
- ديوان الاحتمالات 2000
- إمضاءات 2004
- ديوان المكان
- الأعمال الشعرية ، 2000
- ميلاد النخلة 2004
- خُيلاء 2005
- مقاطع مطوّقة 2005
- محاولة فاشلة للاعتداء على الموت، شعر، 2009
- الوجه الخامس لمسلّة الأنا، شعر، 2011
- الديوان الافتراضي، شعر، 2014
- أنا والعكس صحيح، شعر، 2016

## جوائز
- حصل على وسام الفنون والآداب الفرنسي رتبة فارس، منحته وزارة الثقافة الفرنسية في عام 2023.[7][8]

## وصلات خارجية
- شوقي عبد الأمير على موقع IMDb (الإنجليزية)
- شوقي عبد الأمير في موقع archive.alsharekh